# Коломбье-сюр-Сёль
Коломбье́-сюр-Сёль (фр. Colombiers-sur-Seulles) — коммуна во Франции, находится в регионе Нижняя Нормандия. Департамент коммуны — Кальвадос. Входит в состав кантона Ри. Округ коммуны — Байё.
Код INSEE коммуны — 14169.

## Население
Население коммуны на 2010 год составляло 170 человек.
| 1962 | 1968 | 1975 | 1982 | 1990 | 1999 | 2010 |
| ---- | ---- | ---- | ---- | ---- | ---- | ---- |
| 181  | 164  | 166  | 158  | 160  | 181  | 170  |

## Экономика
В 2010 году среди 111 человек трудоспособного возраста (15—64 лет) 85 были экономически активными, 26 — неактивными (показатель активности — 76,6 %, в 1999 году было 68,2 %). Из 85 активных жителей работали 77 человек (37 мужчин и 40 женщин), безработных было 8 (7 мужчин и 1 женщина). Среди 26 неактивных 13 человек были учениками или студентами, 6 — пенсионерами, 7 были неактивными по другим причинам.